# Bermuda ai Giochi della XXXIII Olimpiade
Bermuda ha partecipato ai Giochi della XXXIII Olimpiade che si sono svolti a Parigi dal 26 luglio all'11 agosto 2024, con una delegazione di 8 atleti, 4 uomini e 4 donne in 5 discipline.

## Delegazione
| Sport            | Uomini | Donne | Totale |
| ---------------- | ------ | ----- | ------ |
| Atletica leggera | 1      | 0     | 1      |
| Canottaggio      | 1      | 0     | 1      |
| Nuoto            | 1      | 1     | 2      |
| Triathlon        | 1      | 2     | 3      |
| Vela             | 0      | 1     | 1      |
| Totale           | 4      | 4     | 8      |

## Risultati

### Atletica leggera
| Q | Qualificato al turno successivo per la posizione in qualificazione                                                           |
| q | Qualificato per il turno successivo per ripescaggio o, negli eventi su campo, conquistando la misura minima per qualificarsi |

Maschile
Eventi su campo
| Atleta              | Evento       | Qualificazione | Qualificazione | Finale          | Finale          |
| Atleta              | Evento       | Misura         | Posizione      | Misura          | Posizione       |
| ------------------- | ------------ | -------------- | -------------- | --------------- | --------------- |
| Jah-Nhai Perinchief | Salto triplo | 16,23m         | 28º            | non qualificato | non qualificato |

### Canottaggio
Maschile
| Atleta        | Evento  | Batteria | Batteria  | Ripescaggio | Ripescaggio | Quarti di finale | Quarti di finale | Semifinali | Semifinali | Finale  | Finale    |
| Atleta        | Evento  | Tempo    | Posizione | Tempo       | Posizione   | Tempo            | Posizione        | Tempo      | Posizione  | Tempo   | Posizione |
| ------------- | ------- | -------- | --------- | ----------- | ----------- | ---------------- | ---------------- | ---------- | ---------- | ------- | --------- |
| Dara Alizadeh | Singolo | 7'23"70  | 5º R      | 7'17"05     | 3º SE/F     | Bye              | Bye              | 7'33"38    | 1º FE      | 7'03"12 | 28º       |

Legenda Qualificazione: FA=Finale A (Medaglie); FB=Finale B (non per le medaglie); FC=Finale C (non per le medaglie); FD=Finale D (non per le medaglie); FE=Finale E (non per le medaglie); FF=Finale F (non per le medaglie); SA/B=Semifinali A/B; SC/D=Semifinali C/D; SE/F=Semifinali E/F; QF=Quarti di finale; R=Ripescaggio

### Nuoto
Maschile
| Atleta      | Evento      | Batterie | Batterie  | Semifinali      | Semifinali      | Finale          | Finale          |
| Atleta      | Evento      | Tempo    | Posizione | Tempo           | Posizione       | Tempo           | Posizione       |
| ----------- | ----------- | -------- | --------- | --------------- | --------------- | --------------- | --------------- |
| Jack Harvey | 100 m dorso | 55"78    | 39º       | non qualificato | non qualificato | non qualificato | non qualificato |

Femminile
| Atleta      | Evento      | Batterie | Batterie  | Semifinali      | Semifinali      | Finale          | Finale          |
| Atleta      | Evento      | Tempo    | Posizione | Tempo           | Posizione       | Tempo           | Posizione       |
| ----------- | ----------- | -------- | --------- | --------------- | --------------- | --------------- | --------------- |
| Emma Harvey | 100 m dorso | 1'01"47  | 23ª       | non qualificata | non qualificata | non qualificata | non qualificata |

### Triathlon
Maschile
| Atleta      | Evento      | Nuoto  | Trans. 1 | Ciclismo | Trans. 2 | Corsa  | Totale   | Classifica |
| ----------- | ----------- | ------ | -------- | -------- | -------- | ------ | -------- | ---------- |
| Tyler Smith | Individuale | 21'39" | 0'55"    | 54'16"   | 0'27"    | 34'42" | 1h51'59" | 47º        |

Femminile
| Atleta       | Evento      | Nuoto  | Trans. 1 | Ciclismo | Trans. 2 | Corsa  | Totale   | Classifica |
| ------------ | ----------- | ------ | -------- | -------- | -------- | ------ | -------- | ---------- |
| Flora Duffy  | Individuale | 22'05" | 0'56"    | 58'44"   | 0'28"    | 33'59" | 1h56'12" | 5ª         |
| Erica Hawley | Individuale | 24'05" | 0'58"    | 1h00'37" | 0'31"    | 36'44" | 2h02'55" | 41ª        |

### Vela
Femminile
| Atleta              | Evento | Regata | Regata | Regata | Regata | Regata | Regata | Regata | Regata | Regata | Regata | Regata      | Punteggio Netto | Classifica |
| Atleta              | Evento | 1      | 2      | 3      | 4      | 5      | 6      | 7      | 8      | 9      | 10     | M           | Punteggio Netto | Classifica |
| ------------------- | ------ | ------ | ------ | ------ | ------ | ------ | ------ | ------ | ------ | ------ | ------ | ----------- | --------------- | ---------- |
| Adriana Penruddocke | ILCA 6 | 14     | 35     | 26     | 35     | 15     | 23     | 44     | 36     | 42     | C      | non qualif. | 226             | 36         |